# Піщати-Коньчани
Піщати-Коньчани (пол. Piszczaty-Kończany) — село в Польщі, у гміні Кобилін-Божими Високомазовецького повіту Підляського воєводства.
Населення — 104 особи (2011).
У 1975-1998 роках село належало до Ломжинського воєводства.

## Демографія
Демографічна структура станом на 31 березня 2011 року:
|          | Загалом | Допрацездатний вік | Працездатний вік | Постпрацездатний вік |
| -------- | ------- | ------------------ | ---------------- | -------------------- |
| Чоловіки | 49      | 9                  | 30               | 10                   |
| Жінки    | 55      | 13                 | 24               | 18                   |
| Разом    | 104     | 22                 | 54               | 28                   |